# ارکیده بی‌برگ
ارکیده بی‌برگ (نام علمی: Praecoxanthus) نام یک سرده از subtribe عنکبوتی‌ثعلبیان است.